# Municipio de Saline (Míchigan)
El municipio de Saline (en inglés: Saline Township) es un municipio ubicado en el condado de Washtenaw en el estado estadounidense de Míchigan. En el año 2010 tenía una población de 1896 habitantes y una densidad poblacional de 21,04 personas por km².

## Geografía
El municipio de Saline se encuentra ubicado en las coordenadas 42°7′4″N 83°50′29″O / 42.11778, -83.84139. Según la Oficina del Censo de los Estados Unidos, el municipio tiene una superficie total de 90.1 km², de la cual 89.85 km² corresponden a tierra firme y (0.27%) 0.25 km² es agua.

## Demografía
Según el censo de 2010, había 1896 personas residiendo en el municipio de Saline. La densidad de población era de 21,04 hab./km². De los 1896 habitantes, el municipio de Saline estaba compuesto por el 93.88% blancos, el 2.06% eran afroamericanos, el 0.16% eran amerindios, el 0.79% eran asiáticos, el 0.11% eran isleños del Pacífico, el 0.69% eran de otras razas y el 2.32% pertenecían a dos o más razas. Del total de la población el 2.53% eran hispanos o latinos de cualquier raza.